# Rezi
Rezi là một thị trấn thuộc hạt Zala, Hungary. Thị trấn này có diện tích 29,78 km², dân số năm 2010 là 1192 người, mật độ 40 người/km².